# Krnjin (planina)
Krnjin je niska planina u Bosni i Hercegovini.
Nalazi se oko 20 kilometara zapadno od Doboja u sjevernoj Bosni između rijeke Usore na jugu, Bosne na jugu i Ukrine na zapadu. Na planini Krnjin smješten je ugljenosni bazen rudnika Stanari.